# Kanton Melun-Sud
Kanton Melun-Sud (fr. Canton de Melun-Sud) byl francouzský kanton v departementu Seine-et-Marne v regionu Île-de-France. Tvořily ho tři obce. Zrušen byl po reformě kantonů 2014.

## Obce kantonu
- Livry-sur-Seine
- La Rochette
- Melun (jižní část)